# Dolar (priimek)
Dolar je priimek v Sloveniji, ki ga je po podatkih Statističnega urada Republike Slovenije na dan 1. januarja 2010 uporabljalo 377 oseb in je med vsemi priimki po pogostosti uporabe uvrščen na 955. mesto.

## Znani nosilci priimka
- Anton Dolar (1875—1953), klasični filolog, prof., publicist, prevajalec
- Davorin Dolar (1921—2005), kemik, alpinist, univ. profesor, akademik
- Eva Dolar Bahovec (*1951), filozofinja, feministka, univ. prof.
- Gregor Dolar (*1971), lokostrelec
- Ivan Dolar, jamar
- Janez Krstnik Dolar (~1620—1673), skladatelj
- Jaro Dolar (1911—1999), književnik, bibliotekar
- Jelka Bergant Dolar (1920—2003), biokemičarka, prof. MF
- Jure Dolar, nogometaš
- Kaja Dolar, sabljačica
- Ljudmila Dolar-Mantuani (1906—1988), geologinja, petrologinja
- Miha Dolar (*1995), smučarski tekač
- Milan (Milivoj?) Dolar (1948 - 2012), gospodarstvenik (Juteks Žalec)
- Mladen Dolar (*1951), filozof, univ. profesor
- Nada Dolar, inž. kemije
- Nikolaj Dolar (17.stol.), skladatelj, glasbenik, prof.retorike
- Pavel Dolar (1915—1995), biokemik
- Robin Dolar, zgodovinar in anglist (= čarodej?)
- Simon Dolar (1877—1966), fizik, filozof, gimn. prof., publicist
- Štefi Dolar, pedagoginja
- Tomaž Dolar (*1966), smučarski skakalec
- Veronika Dolar, prof. ekonomije v ZDA